# Цзянь
Цзянь (кит. трад. 劍, спр. 剑, піньїнь: jiàn кантонска: Gim3) — китайський прямий меч, в класичному варіанті з довжиною клинка близько метра, але зустрічаються і більш довгі екземпляри. В епоху бронзи (Західна Чжоу і початок Чуньцю) довжина клинка зазвичай не досягала півметра. Перші литі бронзові цзянь з'явилися в епоху Західна Чжоу, найбільшого поширення вони отримали в епоху Воюючих Царств, тоді ж частину цзянь стали кувати зі сталі. В епоху династії Тан цзянь у військах став поступатися місцем дао, а після падіння цієї династії цзянь став парадно-церемоніальною зброєю. Цю функцію мечі зберігали до середини XX століття. 

## Опис
- руків'я закінчується наверхівкою[2]
- руків'я буває як коротке для однієї руки, так і довге, для двох рук[3]
- гарда (руків'я) - як правило, проста, але зустрічаються і варіанти з витонченою гардою для спеціальних технік фехтування[4]
- клинок - зустрічаються варіант як з недовгим, але важким клинком для силового фехтування з потужними, але швидкими ударами, так і варіант з довгим, але легким клинком, що дозволяє більшу різноманітність рухомих прийомів[5]
- клинок має два леза[6]
- клинок має ребро жорсткості, що проходить уздовж усього клинка до самого його вістря[7]
- клинок закінчується вістрем[8]
- навершя руків'я закінчується пензлем, який можна обмотати навколо зап'ястя і долоні в якості темляку[9]. Також пензель міг використовуватися для вбирання крові, що потрапила на руків'я[10]. Іноді зустрічається дуже довгий пензель, котру можна порівняти з довжиною клинка, яка, як вважається, має відволікати увагу противника[11]

## Історія
Перші мечі цзянь з'явилися ще в епоху Західної Чжоу і були зроблені з бронзи. Пізніше, в епоху Чуньцю покращилася якість клинків і зросла їх довжина. Найбільш широко подібні мечі використовувалися на війні в епоху Воюючих Царств. 

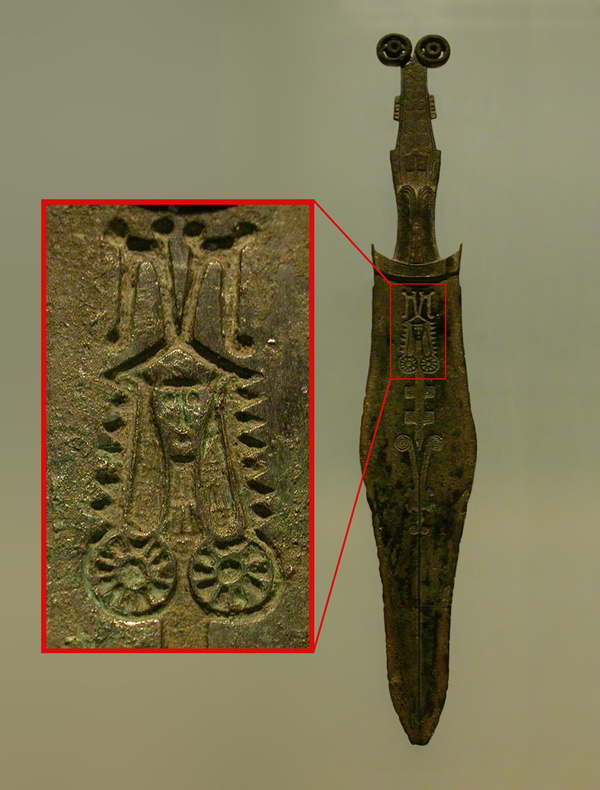
Рання версія бронзового цзяня

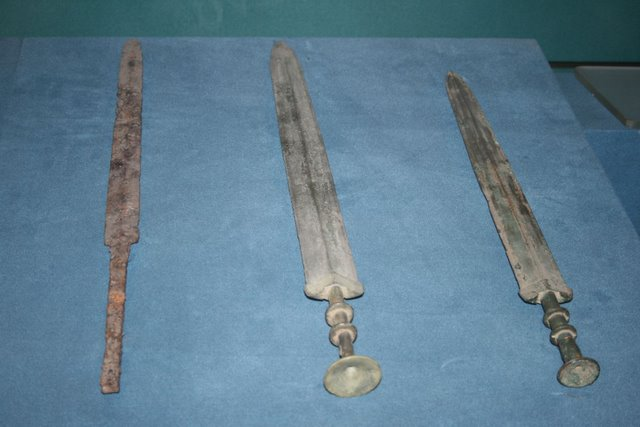
Сталевий і два бронзових меча епохи Воюючих Царств

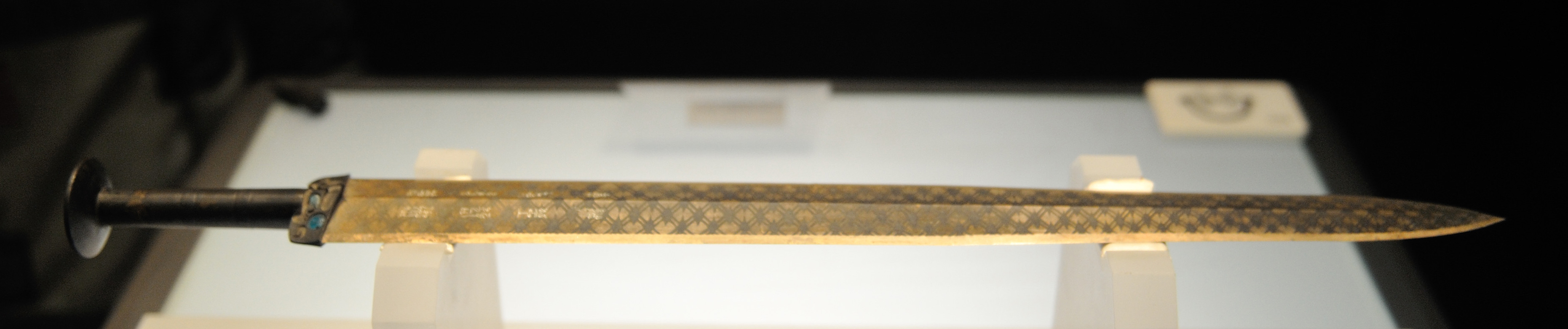
Меч Гоуцзяня

В епоху Воюючих Царств середня довжина мечів становила трохи менше метра. Що показово, в епоху Воюючих Царств бронзові мечі продовжували змагатися зі сталевими, так, наприклад, царство Чу славилося своїми сталевими мечами, в той час як Цінь, завдяки використанню сплавів, що містять хром, славилося бронзовими мечами, які не поступалися за якістю лише недавно створеним сталевим (були історичні теорії про те, що Цінь здобуло перемогу завдяки сталі, виявилися спростовані археологічними знахідками). І до моменту об'єднання Китаю під владою Цінь середня довжина мечів становила трохи менше метра. Процес відливання бронзових мечів в формах поступово поступався місцем виробництву кованих мечів із заліза в міру розвитку металургії в стародавньому Китаї. 
В епоху Хань цзянь перетворився в обов'язковий атрибут чиновників. Кількість сталевих мечів стала помітно перевищувати кількість бронзових. 
Поступово прямі мечі цзянь стали поступатися місцем в армії палашам і фальшіонам - дао, які опинилися більш практичними і ефективними в бою. Уже в епоху Тан в Китаї все більшої популярності набувають дао зі слабо вираженим вигином. Фехтування на двосічний цзянь з часів династії Тан стає неодмінним атрибутом вченого мужа, він однаково добре має володіти пензлем і мечем (як приклад можна назвати прославленого поета Лі Бо). Меч, що перетворився на витвір мистецтва, прагнули зробити безпечним при фехтуванні. Дійсно, ряд збережених з періоду Цінь (1636-1912) мечів мають характерні зарубки на ребрах клинків. Процес переходу від масового озброєння мечами до озброєння шаблями і палашами завершився до кінця X століття. Що стосується піхоти, то ще в епоху Хань її основним озброєнням був дао (який був в ту епоху важким односічною прямою зброєю - фактично, палашом), а до епохи Тан дао міцно утвердився в якості основної клинкової зброї в армії. 
До епохи Тан мечі в армії були не настільки популярні, як раніше, а після падіння Тан і зовсім перетворилися в парадно-церемоніальні. Проте, як не дивно, саме період після Тан деякі китайські автори (зокрема Чжан Юкун) називають розквітом фехтування на цзянь. І саме в цей період виникла традиція старанно берегти меч при фехтуванні. Перетворення цзянь з бойових в парадно-церемоніальні мечі за часом збіглося із заміною нечисленної китайської важкої кавалерії, яка була аналогом катафрактарів, одягнених (включаючи і коней) в ламеллярні обладунки, і озброєних крім іншого мечами цзянь, на численну середню, кавалерію сформовану з тюркських найманців. Процес заміни, розпочавшись ще під час заснування династії Тан, завершився до кінця X століття. Що стосується піхоти, то ще в епоху Хань меч цзянь поступався за популярністю мечу дао (що був в ту епоху важким односічним прямим мечем - фактично, палашом, на відміну від більш пізнього - класичного дао, що є фальшіоном), а до епохи Тан дао міцно утвердився в якості основної зброї мечників. 
Проте, цзянь активно використовувався в Китаї аж до другої половини XX століття в якості неофіційної зброї чиновників, сільських ополченців і міліційних формувань. Численні ополченські цзяни' періоду Цінь, повністю виготовлені зі сталі, отримали назву цюаньте цзянь (букв. Цільнозалізний цзянь) у великих кількостях дійшли до наших днів і демонструють високий рівень майстерності китайських сільських жителя. Крім того, обстеження значної кількості зразків повстанської і міліційної зброї XVII-XX століть, виготовленого сільськими ковалями, проведене Алексом Хуанфу, Петером Деккером, Філіпом Томом, В. Е. Біланівське, А. М. Пастухова дослідження дало можливість виявити конструктивні особливості цієї зброї і підтвердити реальність можливості виробництва якісної клинкової зброї в сільських умовах при наявності розвиненої традиції виготовлення клинкової зброї ковалів - багато хто з них має складну конструкцію саньмей, коли між двома пластинами м'якої сталі вкладалася пластина з твердої сталі і весь пакет проварюють за допомогою ковальського зварювання. 
Крім бойових цзянь, виготовлялися і парадно-церемоніальні для релігійних і магічних обрядів, зокрема, нерідко носилися даосами. Більш того, на відміну від буддистських ченців, які традиційно подорожували з жердиною або палицею, у даосів при подорожі було прийнято брати з собою для самозахисту цзянь. 
Згідно Лю-Чжіан Сіну, найбільш цінні мечі, крім зовнішніх піхов, можуть мати сталеві внутрішні піхви, призначені для кращого збереження клинка. Однак, стверджуючи це, дані автори не наводять фото реальних артефактів, а також не описують їх конструкцію. 
Сучасний спортивний цзянь — це спортивний меч з тонким клинком підвищеної гнучкості, непридатний для застосування в реальному бою. 

## Фехтування

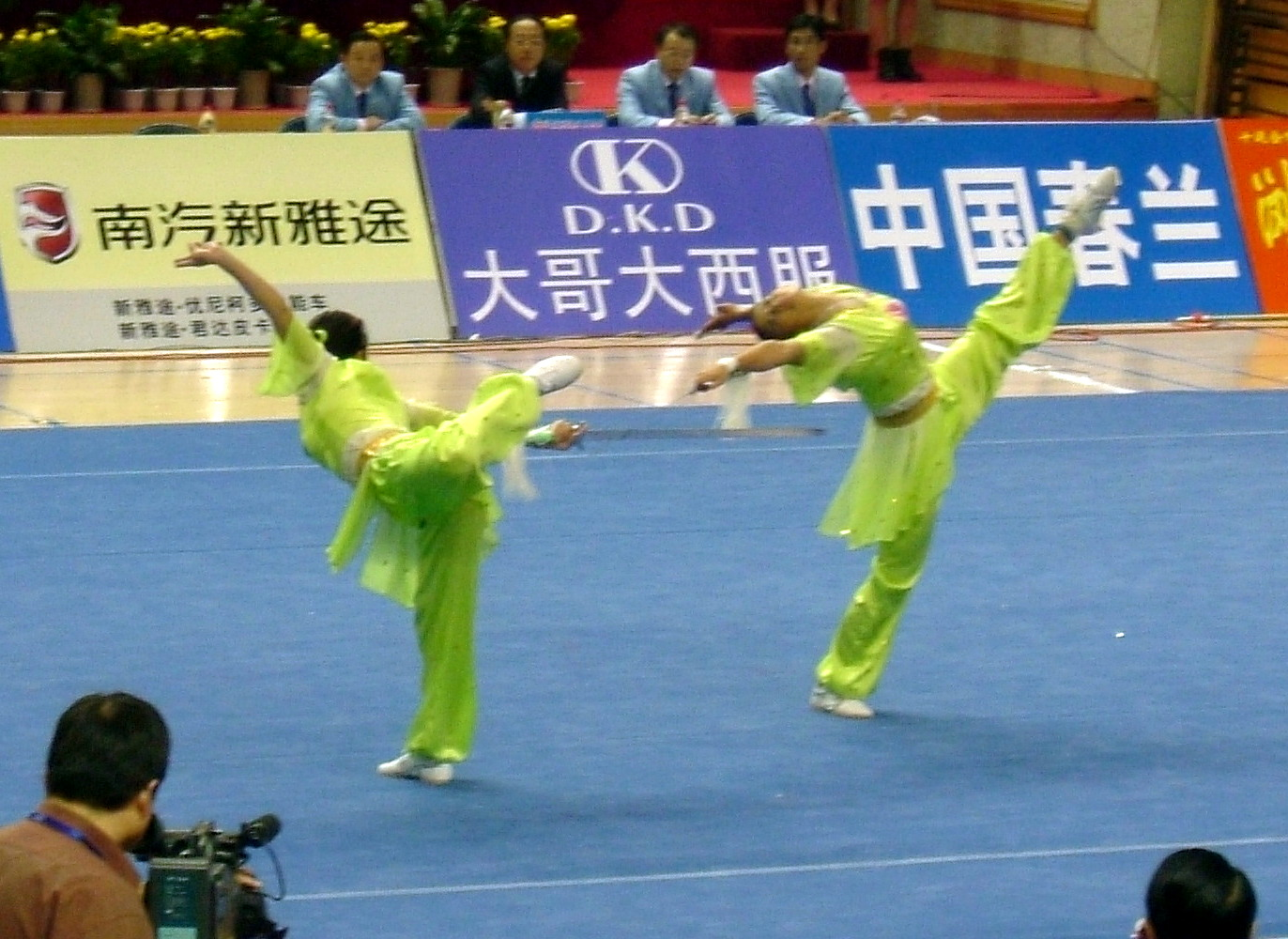
Фехтування на цзянях

В епоху бронзи цзянь був коротким клинком, що часто використовується в парі з щитом, у відповідній манері фехтування. З подовженням мечів, майже до одного метра (яке відбулося ще в епоху бронзи), популярність щитів не знизилася, і комбінація «щит і меч» продовжувала залишатися популярною в піхоті і в VI столітті нашої ери. 
Класичний варіант являє собою довгий прямий клинок з довгим руків'ям, яким можна фехтувати як однієї, так і двома руками. На відміну від європейських полуторних мечів, у яких третина клинка, прилегла до пензля, часто вже не заточувалася, клинок цзяня, як правило, заточений по всій довжині. На відміну від свого найближчого європейського аналога - нім. reitschwert, руків'я просте, що, з одного боку, не обмежує руху руки, а з іншого - слабо захищає пальці. Все це в поєднанні з наявністю достатньої ваги робило класичний цзянь досить універсальним мечем, який був досить легкий для проведення складних фехтувальних прийомів (зокрема, кистьових ударів) і досить важкий для нанесення рубаючих ударів. Простота руків'я також накладає свій малюнок на бій, змушуючи використовувати довгі блоки з круговими рухами, при виконанні кінчик меча часто дивиться на противника, а всі захисні руху, в основному, виконуються руків'ям, яке описує кола навколо центру обертання, яким є гострий кінець меча (порівняння фехтування мечем дао, при якому кола навколо рукояті описує кінець меча), що дозволяє швидкі контратаки як колючими, так і рубаючими ударами. 
До наших днів дійшов помітний вплив на манеру фехтування перетворенням цзяня з бойового меча в парадно-церемоніальний - занадто легкий для нанесення рубаючих ударів, в той же час досить хисткий, щоб його підставляти під удар більш важкої зброї. При цьому клинки бойових цзянь стали цінуватися настільки високо, що їх стали берегти від пошкоджень, намагаючись не рубати і не підставляти зброю під удар - боячись появи випадкової вищербини на цінній сімейній реліквії. 
На жаль, уніфікація і вихолощення традиційних видів фехтування в КНР перетворило фехтування на цзянь в різновид спортивної акробатики (можливо, навіть в чомусь близькому тим витонченим системам, якими оволодівали в приватному порядку благородні мужі періоду Тан). Однак легкий і тонкий клинок сучасного спортивного меча виявився занадто слабким для ефективного парирування, що зробило фехтування на цзянь своєрідним шоу. Старі дорогі мечі прагнули не використовувати при навчанні, боячись появи щербин на антикварних речах. Проте, ще в роки війни з Японією (1937-1945) багато офіцерів армії Гоміньдану використовували цзянь як бойову зброю. 
Виділяються чотири манери фехтування: 
- "Ходячий" меч - відома безконтактна манера фехтування (мечі не мають доторкатися), в якій всі блоки будуються на швидких і кмітливих перелаштуваннях та ухилах, а з атак переважають уколи і підрізання.
- "Потужний" меч - фехтування бойовим мечем, відрізняється чіткістю і рішучістю.
- "М'який меч" - манера фехтування, характерна для внутрішніх стилів ушу, яка використовує особливо м'який хват, який дозволяє за рахунок меншої сили отримати більшу технічність і тяжкість фехтування.
- "П'яний" меч - манера фехтування в "п'яному" стилі з надлишком фінтів та акробатики.